# 圣旺莱帕雷
圣旺莱帕雷（法語：Saint-Ouen-lès-Parey，法語發音：[sɛ̃.t‿wɛ̃ lɛ paʁɛ] ⓘ，意为“帕雷附近的圣旺”）是法国大東部大區孚日省的一个市镇，属于讷沙托区。该市镇于1833年由原市镇帕雷圣旺（Parey-Saint-Ouen，常简称帕雷 (Parey) ）和圣旺（Saint-Ouen）合并而成。

## 地理
圣旺莱帕雷（48°10'58"N, 5°45'50"E）面积21.09 平方千米，位于法国大東部大區孚日省，该省份为法国东北部内陆省份，北起默兹省和默尔特-摩泽尔省，西接上马恩省，南至上索恩省和贝尔福地区省，东临上莱茵省和下莱茵省。
与圣旺莱帕雷接壤的市镇（或旧市镇、城区）包括：索尔叙尔-莱比尔涅维尔、克兰维利耶、拉瓦什雷斯和拉鲁伊、索维尔、弗雷库尔、于尔维尔、安日维尔。
圣旺莱帕雷的时区为UTC+01:00、UTC+02:00（夏令时）。

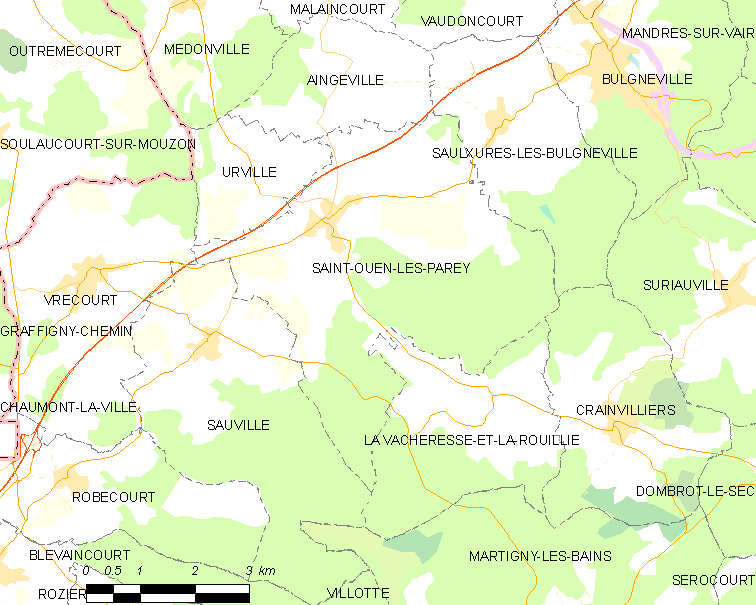
圣旺莱帕雷的OSM定位图

## 行政
圣旺莱帕雷的邮政编码为88140，INSEE市镇编码为88430。

## 政治
圣旺莱帕雷所属的省级选区为维泰勒县。

## 人口

1962-2008年间圣旺莱帕雷人口变化图示

圣旺莱帕雷于2022年1月1日时的人口数量为495人。